# Berthold Rauth
Berthold „Berti“ Rauth (* 9. Oktober 1958 in Flörsheim) ist ein deutscher Hockeytrainer und ehemaliger -spieler.

## Werdegang
Rauth begann im Alter von neun Jahren beim Rüsselsheimer RK mit dem Hockeysport. Mit dem RKK gewann er als Spieler drei deutsche Meistertitel (1976 in der Halle, 1977 und 1978 im Freien).
Er wurde in Rüsselsheim als Trainer tätig, führte 1978 die weibliche B-Jugend des RKK zum Gewinn der Hessenhallenmeisterschaft. Rauth, der ein Lehramtsstudium (Fächer: Biologie und Sport) durchlief, übernahm das Traineramt bei den RKK-Damen und stieg mit diesen 1987 in die Bundesliga auf. Er gewann mit den Rüsselsheimerinnen bis zu seinem Weggang im Jahr 2007 sechsmal die deutsche Feldhockey- (1992, 1993, 1995, 1997, 2001, 2004) und neunmal die deutsche Hallenhockeymeisterschaft (1990, 1991, 1993, 1994, 1998, 2002, 2003, 2004, 2005). Des Weiteren führte Rauth die RKK-Damen zu drei Europapokalsiegen im Freien (1993 und 1998 im Landesmeisterpokal, 1995 im Europapokal der Pokalsieger) sowie 15 in der Halle (1991, 1992 sowie durchgehend von 1994 bis 2006). Des Weiteren war er an 22 deutschen Jugendmeistertiteln des RKK beteiligt.
Zusätzlich zu seiner Tätigkeit in Rüsselsheim war er im männlichen Nachwuchsbereich beim Deutschen Hockey-Bund beschäftigt, zwischen 1995 und 2000 hatte er das Amt des deutschen Damen-Bundestrainers inne. 1998 wurde Deutschland unter Rauth Dritter der Weltmeisterschaft und stand 1997 sowie 2000 im Endspiel der Champions Trophy. Bei Olympischen Sommerspielen kamen die deutschen Damen unter Rauths Leitung 1996 auf den sechsten und 2000 auf den siebten Platz.
2007 verließ Rauth den Rüsselsheimer RK und wurde in Hamburg beim Club an der Alster als Jugendtrainer und Leiter der Nachwuchsarbeit tätig. Im August 2020 wurde er bei dem Verein hauptverantwortlich für das Techniktraining im Jugendbereich zuständig.
Als Rauths Stärken wurden das taktische Verständnis, die Nachwuchsförderung, insbesondere mit der Herausbildung technischer Fertigkeiten, sowie das Herstellen von Leistungsbereitschaft beschrieben.